# Боянівка (Рівненський район)
Бояні́вка — село в Україні, у Рівненському районі Рівненської області. Населення становить 111 осіб.

## Рада\громада
До 2018 року село належало до Заборольської сільської ради. З 12 лютого 2018 року шляхом об'єднання Заборольської, Кустинської та Олександрійської сільських рад входить до складу Олександрійської сільської громади.

## Географія
На території села росте сосновий ліс, та озера. В село приїжджають відпочивальники, риболови та охочі гарно відпочити.
В селі розташований комплекс відпочину "Дача".
Село межує з такими селами: Забороль (на півдні), Олександрія (на півночі).

## Історія
Село засноване на початку 19 ст. переселенцями з Польщі.
У його назві старовинне ім'я Боян, який вже згадують староруські літописи 11 ст. Воно ніби з тюркських мов і означало «багатий». Але бояри пов'язують ім'я з дієсловом «боя се, боюся».

## Населення

### Мова
Розподіл населення за рідною мовою за даними перепису 2001 року:
| Мова       | Кількість | Відсоток |
| ---------- | --------- | -------- |
| українська | 109       | 98.2%    |
| російська  | 2         | 1.8%     |
| Усього     | 111       | 100%     |